# Аботов дујкер
Аботов дујкер (лат. Cephalophus spadix) је врста дујкера.

## Угроженост
Ова врста се сматра угроженом.

## Распрострањење
Ареал врсте је ограничен на једну државу, Танзанију.

## Станиште
Станишта врсте су шуме, бамбусове шуме и травна вегетација. 
Врста је по висини распрострањена до 2700 метара надморске висине. 